# Halsbandstrast
För fågelarten Turdus albocinctus, se vithalsad trast.
Halsbandstrast (Turdus albicollis) är en fågel i familjen trastar inom ordningen tättingar.

## Utseende och levnadssätt
Halsbandstrast är en stor trast med vitt halsband, olivbrun rygg, gul ögonring och streckad strupe. De olika underarterna varierar i färgen på buken (brun eller ljus) och flankerna (orange eller ej). Fågeln hittas i undervegetation i fuktiga skogar och uppväxande ungskog.

## Utbredning och systematik
Halsbandstrast delas in i sju underarter med följande utbredning:
- Turdus albicollis albicollis – sydöstra Brasilien (Rio de Janeiro Rio Grande do Sul)
- Turdus albicollis phaeopygoides – nordöstra Colombia till norra Venezuela samt Trinidad och Tobago
- Turdus albicollis phaeopygus – östligaste Colombia till Guyanaregionen och norra Amazonområdet i Brasilien
- Turdus albicollis spodiolaemus – östra Ecuador till östra Peru, norra Bolivia och västra Brasilien
- Turdus albicollis contemptus – yungas i Bolivia (La Paz, Santa Cruz och Tarija)
- Turdus albicollis crotopezus – östra Brasilien (Bahia, Espírito Santo och Alagoas)
- Turdus albicollis paraguayensis – sydvästra Brasilien (från Mato Grosso) till Paraguay och nordöstra Argentina

## Status och hot
Arten har ett stort utbredningsområde, men tros minska i antal, dock inte tillräckligt kraftigt för att den ska betraktas som hotad. Internationella naturvårdsunionen IUCN listar arten som livskraftig (LC).

## Bilder

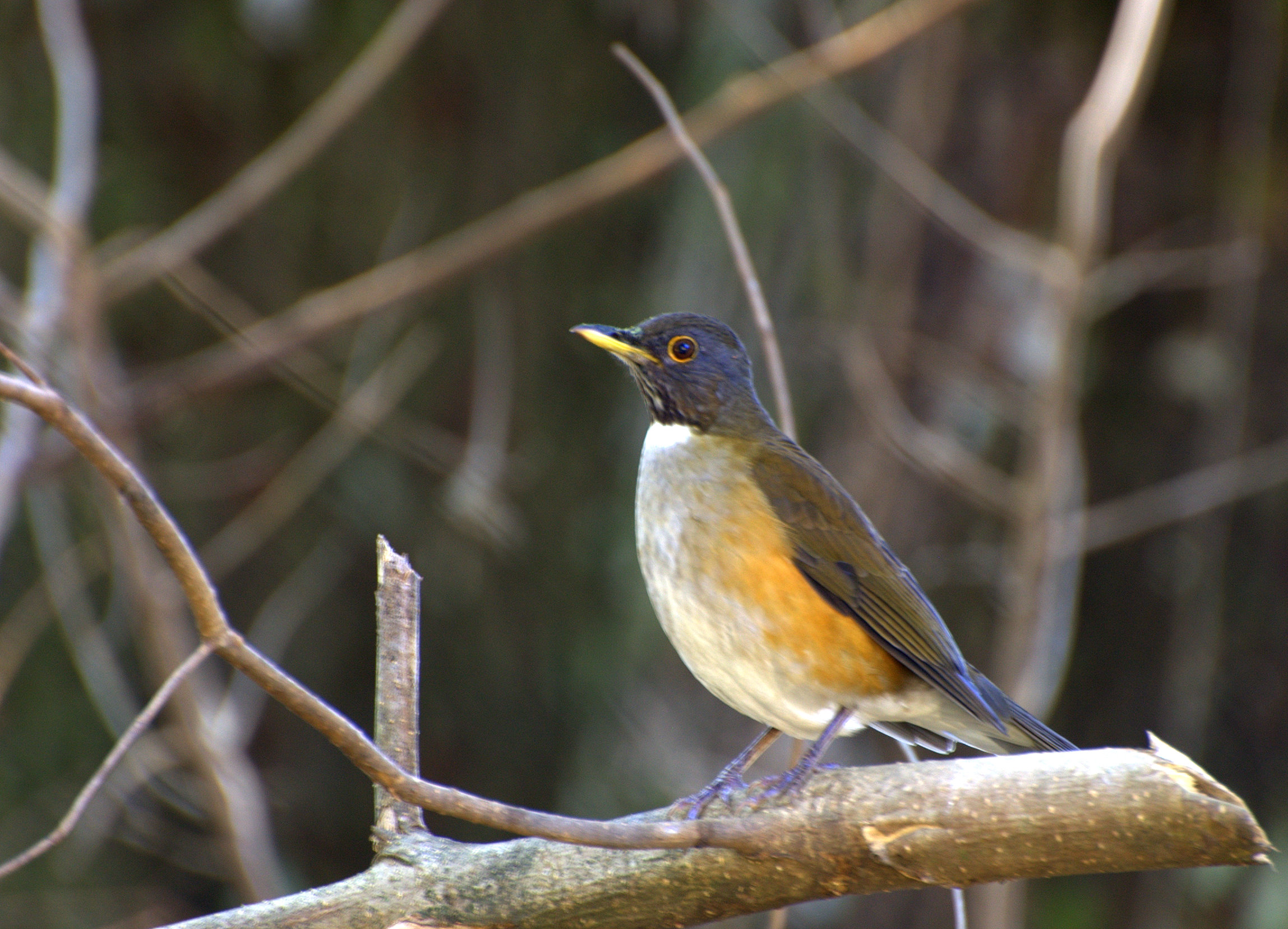
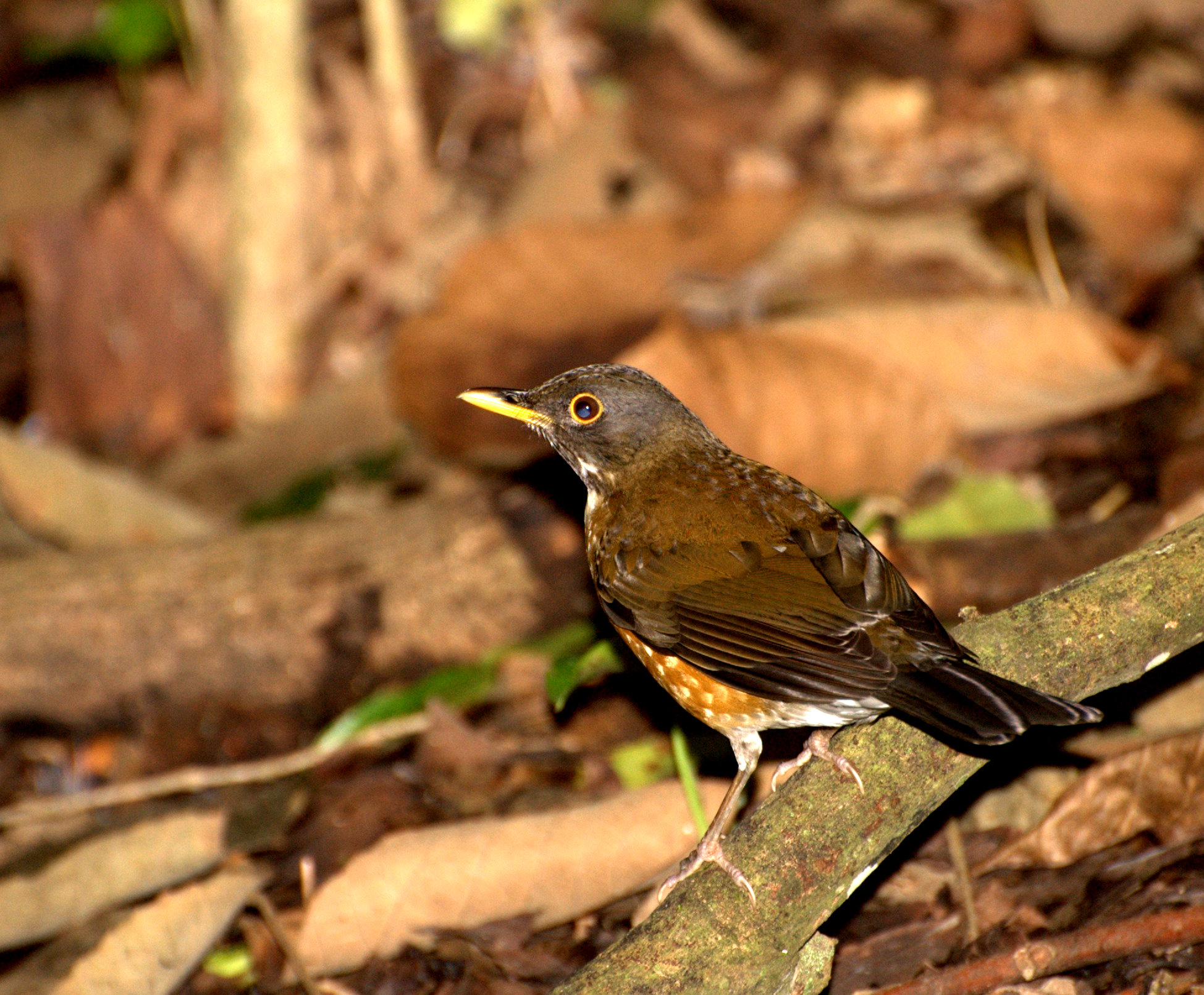
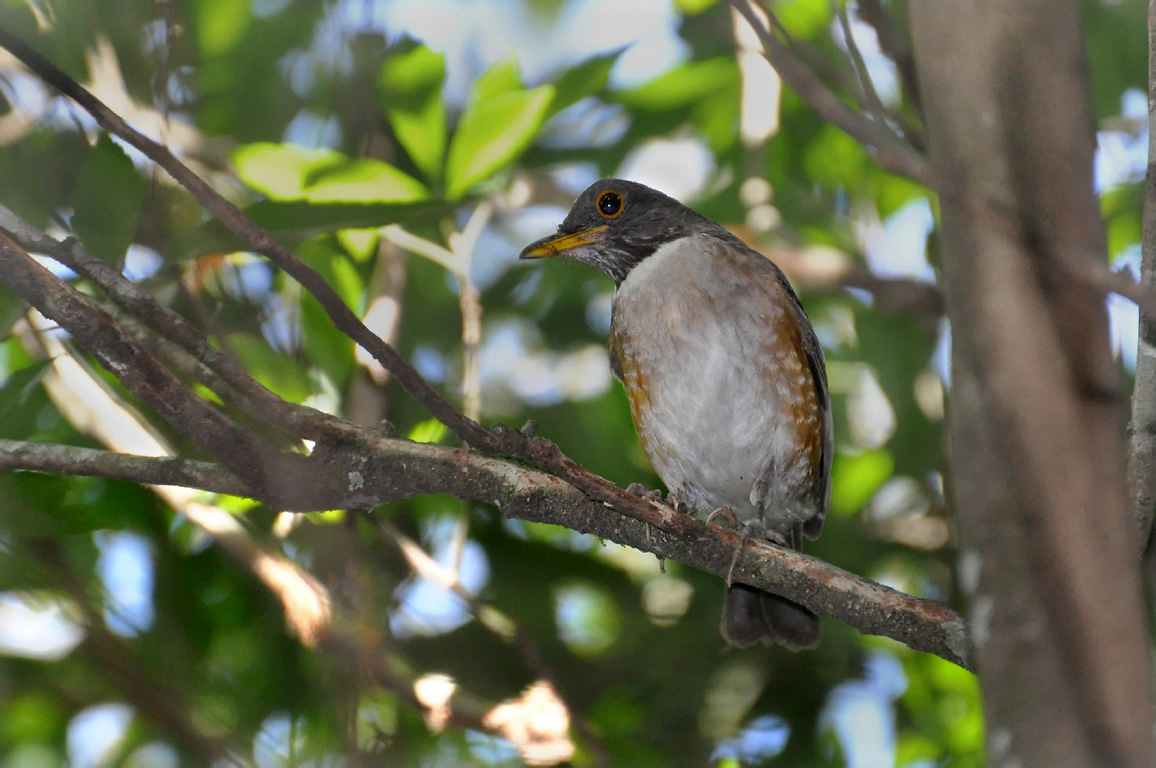